# Президентские выборы в Эстонии (2021)
Очередные выборы президента Эстонии, в соответствии с предложением действующего президента Керсти Кальюлайд, прошли в Рийгикогу в два тура 30-31 августа 2021 года. Согласно Конституции Эстонской Республики глава государства избран на пятилетний срок путём тайного голосования в Рийгикогу или в коллегии выборщиков.
Право выдвинуть кандидата на пост Президента Республики имеет не менее чем одна пятая состава Рийгикогу, то есть не менее 21 депутата парламента. Подавать документы на регистрацию кандидатов президентов можно было с 9 утра 26 августа до 18 часов 28 августа. 29 августа Национальная избирательная комиссия зарегистрировала кандидатов, которые предоставили собственное желание баллотироваться.
Избранный президент Алар Карис вступил в должность 11 октября 2021 года.

## Процедура выдвижения кандидатов
Согласно 79 статьи Конституции Эстонской Республики кандидатом на пост Президента может быть выдвинуто лицо в возрасте не менее 40 лет, являющееся гражданином Эстонии по рождению. Одно лицо может являться Президентом Республики максимально два срока подряд.
Право выдвинуть кандидата на пост Президента Республики имеет не менее чем одна пятая состава Рийгикогу, не менее 21 депутата.

## Порядок выборов

### Выборы в Рийгикогу
Первый тур голосования в Рийгикогу начнется 30 августа в 13:00. Голосование проходит тайно. Чтобы быть избранным, кандидат должен набрать голоса не менее, чем 2/3 парламентариев, то есть 68 голосов. Если ни один кандидат не набирает такого большинства, на следующий день проводится второй тур голосования.
Новое выдвижение и регистрация состоятся до 10 часов 31 августа, а уже в 12 часов дня начнется второй тур. Если ни один из кандидатов не наберет не менее 68 голосов во втором туре, то третий тур состоится в тот же день.
Возможное третье голосование начнется 31 августа в 16:00. Кандидатами становятся те, кто набрал большинство голосов в двух предыдущих турах. Кандидат считается избранным, если за него проголосовало не менее 68 членов Рийгикогу. Если в третьем туре ни один из кандидатов не наберет необходимое большинство голосов, то спикер парламента созывает коллегию выборщиков не позднее следующего дня. Коллегия выборщиков собирается для избрания Президента Республики в месячный срок после третьего голосования Рийгикогу.

#### Количество мест у фракций в Рийгикогу
- Партия реформ — 34 мандата
- Центристская партия — 25 мандатов
- Консервативная-народная партия — 19 мандатов
- Отечество — 12 мандатов
- Социал-демократическая партия — 11 мандатов

### Выборы в коллегии выборщиков
В состав коллегии выборщиков 2021 года могут войти 208 членов: 101 депутат Рийгикогу и 107 представителей местных самоуправлений. При назначении представителей органов местного самоуправления имеет значение количество граждан, внесенных в государственный реестр Эстонии с правом голоса, оно учитывается на 1 января года избрания Президента Республики и распределяется соответственно:
1. До 10 000 граждан Эстонии с правом голоса — 1 представитель
2. 10 001 — 50 000 граждан Эстонии с правом голоса — 2 представителя
3. 50 001—100 000 граждан Эстонии с правом голоса — 4 представителя
4. Более 100 000 граждан Эстонии с правом голоса — 10 представителей

#### Количество представителей коллегии выборщиков от избирательных округов
- Харьюмаа и Таллин — 29 представителей
- Тартумаа и Тарту — 12 представителей
- Ида-Вирумаа — 10 представителей
- Ляэне-Вирумаа — 9 представителей
- Пярнумаа — 8 представителей
- Вильяндимаа — 6 представителей
- Рапламаа, Вырумаа — 5 представителей
- Йыгевамаа, Пылвамаа, Сааремаа, Валгамаа — 4 представителя
- Ярвамаа, Ляэнемаа — 3 представителя
- Хийумаа — 1 представитель

## Кандидаты

### Возможные кандидаты

#### Керсти Кальюлайд
Действующий президент Эстонской Республики, является потенциальным кандидатом на пост президента Эстонии, так как по конституции президентом может быть одно лицо два срока подряд. Сама Керсти Кальюлайд о своем желании баллотироваться на второй должностной срок не сообщала до 16 августа.
По данным опроса Kantar Emor с 11 по 17 августа, жители Эстонии хотели бы видеть Кальюлайд следующим президентом Эстонии.
19 августа появилась информация, что Кальюлайд впервые за время пребывания на своем посту пригласила на прием по случаю Дня независимости руководителей всех волостей и городов, именно они и будут формировать списки коллегии выборщиков на предстоящих выборах президента. Канцелярия президента отказалась связывать эти 2 фактора.

#### Тармо Соомере
В марте 2021 года в интервью Эстонскому национальному радиовещанию Тармо Соомере сообщил о готовности баллотироваться на пост главы государства, если политики обратятся к нему с таким предложением.
18 июня 2021 года председатель Центристской партии Юри Ратас в интервью эстонскому радио заявил, что не планирует баллотироваться на должность президента, а сам он поддерживает кандидатуру Тармо Соомере.
29 июля спикер Рийгикогу Юри Ратас пригласил председателей парламентских партий, чтобы представить им кандидатуру Тармо Соомере на пост президента республики. После переговоров Соомере сказал, что хочет продолжить свой путь к тому, чтобы стать кандидатом в президенты.
2 августа 2021 стало известно, что парламентская коалиция Центристской партии и Партии реформ поддерживает Соомере и называет его сильным кандидатом.
6 августа 2021 года после совещания председателей партий Рийгикогу стало известно, что Тармо Соомере не находит поддержку минимум 68 парламинтариев, необходимых для избрания его президентом.
15 августа стало известно, что правящие партии (Центристская партия и Партия реформ) могут поддержать Соомере на выборах в Рийгикогу, но когда голосование в парламенте провалится, в коллегии выборщиков у них будет достаточно голосов для избрания его президентом Эстонии. Сами председатели фракций такого исхода событий не отрицают.

#### Хенн Пыллуаас
В начале мая 2021 года Хенн Пыллуаас, глава парламентской фракции Консервативной народной партии и бывший спикер парламента, заявил, что ему поступило предложение выдвинуть свою кандидатуру от правления партии и от её членов. После этого в начале июля Консервативная народная партия официально представила Хенна Пыллуааса, как своего кандидата на выборах, у фракции консерваторов 19 мест в парламенте, когда для выдвижения по закону требуется 21. Сам Пыллуаас надеется на подписи оппозиции или на голосование в коллегии выборщиков.
21 июля 2021 года Пыллуаас начал свое предвыборное турне на митинге сторонников партии в Тарту, где в том числе выступил за прямые выборы президента. Заявил, что в случае своего избрания, первым действием на посту внесет в Рийгикогу закон о введении прямых президентских выборов.

#### Алар Карис
17 августа спикер Рийгикогу и лидер Центристской партии Юри Ратас предложил Карису баллотироваться в президенты, на следующий день Алар дал утвердительный ответ. Уже 19 августа Карис встретился с фракцией Партии реформ и представителями Центристской партии. Партия реформ после встречи заявила о поддержке Кариса как кандидата в президенты. 22 августа Центристская партия и Партия реформ выдвинули Кариса на пост президента Эстонии.